# 1411.
◄ | 14. stoljeće | 15. stoljeće | 16. stoljeće | ►
◄ | 1380-ih | 1390-ih | 1400-ih | 1410-ih | 1420-ih | 1430-ih | 1440-ih | ►
◄◄ | ◄ | 1408. | 1409. | 1410. | 1411. | 1412. | 1413. | 1414. | ► | ►►
Arhitektura • Astronomija • Glazba • Knjige • Književnost • Kršćanstvo • Medicina • Pravo • Promet • Slikarstvo • Znanost

## Događaji
- U Ludbregu se dogodilo euharistijsko čudo. Za najvažnijeg dijela svete mise, svećenik je posumnjao u istinitost tvrdnje kako on nakon pretvorbe u rukama drži pravo Tijelo Isusovo, a u kaležu pravu Krv Isusovu. Dospijevši do dijela svete mise gdje se Sveta Hostija lomi u tri dijela, svećenik je opazio da se u kaležu nalazi prava svježa krv (vidi:Relikvija Krvi Kristove iz Ludbrega).

## Vanjske poveznice
|  | Zajednički poslužitelj ima još gradiva o temi 1411. |